# Vicious (película)
Vicious es una próxima película de terror estadounidense escrita y dirigida por Bryan Bertino. Está protagonizada por Dakota Fanning, Kathryn Hunter, Mary McCormack, Rachel Blanchard y Devyn Nekoda.
El estreno de la película está previsto en Estados Unidos el 8 de agosto de 2025.

## Reparto
- Dakota Fanning
- Kathryn Hunter
- Mary McCormack
- Rachel Blanchard
- Devyn Nekoda
- klea scott
- Emily Mitchell

## Producción
En febrero de 2024, se informó que una película de terror escrita y dirigida por Bryan Bertino titulada Vicious estaba en producción en Paramount Pictures, con Dakota Fanning en el papel principal.   La fotografía principal comenzó en Ottawa, Ontario, el 22 de marzo y concluyó el 10 de mayo de 2024. 
En abril, Kathryn Hunter, Mary McCormack, Rachel Blanchard, Devyn Nekoda, Klea Scott y Emily Mitchell completaron el reparto. 

## Estreno
El estreno de la película está previsto en los Estados Unidos el 8 de agosto de 2025. [cita requerida]